# 中建企業
中建企業有限公司（英語：Central Development Limited），是香港一家地產發展公司，由已故船王許愛周於1940年代創立。
中建企業有限公司主要業務包括地產發展及投資，家族資產在2006年估計值200億港元。

## 主要物業
中建企業有限公司發展的主要物業包括
- 中環中建大廈
- 中環中匯大廈
- 灣仔愛群商業大廈
- 司徒拔道曉廬
- 旺角惠豐中心
- 大浪灣道10號（自住）
- 白加道三十五號（已出售）
- 黃竹坑志聯興工業大樓

2017年9月14日中建企業及有關人士透過Bradford Enterprises Ld以11.1111億元，每平方呎樓面價近8,140元，購入黃竹坑香葉道10號及業發街2號志聯興工業大廈
- 上水客家圍，項目位於新界上水地段第2號餘段和毗連政府土地，毗鄰高爾夫景園，地盤面積約34.04萬平方呎（31623平方米米 包括政府土地約1762.1平方米)），計劃興建6幢不多於25至32層高（另設不包括2至4層高地庫）、合共969伙住宅單位，並提供100個安老院舍床位，涉及住宅總樓面約138.21萬平方呎（128401.87平方米），並會提供1幢會所及約2.91萬方呎（2708平方米）的休憩用地；至於車位共涉及1127個，當中包括1117個私家車車位、10個電單車車位等和保留現有的歷史建築愛園別墅

## 企業投資
現時持有大老山隧道有限公司股權，包括經營大老山隧道權益，但專營權已於2018年7月11日終止。

## 董事局
- 主席：

許愛周的幼子許世勳。
- 董事：

1. 許世勳的兒子許晉亨。
2. 許晉奎，英國紐卡素大學理學碩士學位。曾任香港足球總會主席12屆、香港南華體育會正、副主席超過20屆。現任中國香港體育協會暨奧林匹克委員會副會長、香港賽馬會董事、香港科技大學董事局成員。 在中國大陸的公職，包括廣東省政協委員。 在2004年，獲香港特區政府頒授銀紫荊星章。 （页面存档备份，存于）
3. 許晉義：許士芬兒子
4. 許晉廉：許士芬兒子
5. 許建業：許愛周曾孫子女
6. 許建中：許愛周曾孫子女

## 外部連結
- 中建企業官網 （页面存档备份，存于）